# 加拿大簽證政策
加拿大的簽證政策主要取決於加拿大與各國的外交關係。 一般而言，加拿大对一国免签与否需要考虑历史文化，外交，地缘政治，逾期滞留，国家安全等方面的因素。
从2016年起，仿效美国旅游许可电子系统，加拿大也推出类似的电子旅行证（eTA）计划，针对入境加拿大免签的国家公民， 但不包括美国公民或永久居民。
在一般情況下，來訪者最多在加拿大逗留六個月。但假如來訪者有特殊需要，可以在入境时即向加拿大边境服务局官员提出请求，或者在逾期之前，提前向加拿大移民、难民及公民部线上申請 （页面存档备份，存于）延長逗留時間。

## 签证豁免

加拿大
无条件免签，不需要eTA （适用美国公民或美国永久居民)
无条件免签，需要eTA （从机场入境需要在登机前申请电子旅行证eTA。从陆地和海路入境无需申请）
有条件免签 （仅限于過去10年內曾持有加拿大簽證，或持有当前有效的美國非移民簽證的訪客，需要在登机前申请eTA，而无需签证）
需要签证

### 无需申请 eTA
美国公民无需申请签证，也无需申请加拿大电子旅行证，仅凭美国护照即可进入加拿大进行每次最长6个月的访问。
此外，任何國家公民如果已經取得美國合法永久居民身份（持有绿卡），皆被許可於加拿大逗留6個月而無需簽證，亦无需申请加拿大电子旅行证。入境时需要出示美国绿卡或者其他永久居民身份之證明。
持有任何种类加拿大签证的外国人，也不需要申请电子旅行证，可直接入境。可无条件免签加拿大的外国旅客，如果从陆路和海路入境加拿大，亦无需申请。

### 需要申请 eTA
对于无条件免签国家和地區，不須簽證即可進入加拿大國境的國家和地區，为期6个月。旅客如果通过航班进入加拿大必须在登机前申请eTA，陆海路则不需要。
对于有条件免签国家和地區，如果满足条件（在过去10年曾持有加拿大签证，或持有有效的美国非移民签证；只通过国际航班入境）只需要在登机前申请eTA则可豁免签证。从陆路和海路入境依然需要常规签证。
| 无条件免签国家和地區                                              | 无条件免签国家和地區                                                                             | 有条件免签国家和地區（必须在过去10年曾持有加拿大签证，或持有有效的美国非移民签证；仅限机场入境1）                                          |
| - 欧盟成员国 12 - 安道尔 - 巴哈马 - 智利 - 香港3 - 以色列4 - 日本 | - 摩納哥 - 新西兰 - 萨摩亚 - 圣马力诺 - 新加坡 - 所罗门群岛 - 中華民國（臺灣）5 - 英国6 - 梵蒂冈 | - 安地卡及巴布達 - 阿根廷 - 巴西 - 乌拉圭 - 墨西哥 - 摩洛哥 - 巴拿马 - 菲律賓 - 圣基茨和尼维斯 - 圣卢西亚 - 塞舌尔 - 泰國 - 千里達及托巴哥 |

#### 備註
1 – 如在过去10年曾持有加拿大签证，或当前持有有效的美国非移民签证，可凭借加拿大电子旅行证（eTA） 搭乘国际航班入境，无需签证。如果不符合条件，需要签证。如果从陆路或海路入境，需要签证。

2 – 僅限 立陶宛和 波蘭生物特徵護照的持有人。

3 – 僅限香港特別行政區護照持有人。

4 – 僅限於以色列護照持有人。

5 – 僅限於由中華民國外交部簽發，且包含個人身份號碼在內的中華民國護照持有人。

6 –僅限於英國公民、英國國民（海外）、可進入英國的英國海外公民以及具有英國居住權英籍人士的旅遊用途。其他需要提前獲取簽證。

## 中国过境计划
除适用免签证入境者外，经加拿大过境者亦需要加拿大签证。中国过境计划（China Transit Program）允许符合下列条件的中国护照持有人可以在加拿大机场直转过境，往返美国与若干亚洲城市之间，无需申请加拿大签证。

### 经加拿大前往美国
- 须持有有效的美国签证和中国护照（不含香港或澳门特区护照）和已确认预定的自抵达加拿大后24小时内出发前往美国的机票。
- 从指定的亚洲城市出发前来加拿大：北京、成都、福州、广州、哈尔滨、香港、马尼拉、名古屋、大阪、首尔、上海、沈阳、台北、东京、厦门。
- 乘坐参与计划的航空公司的航班。
- 在指定的加拿大机场（航站楼）过境，并接受美國境外預先清關。
- 除登上离开加拿大的航班外，不得离开加拿大机场；中途不得离开机场国际过境区/美國境外預先清關设施。
- 在抵达加拿大24小时内离开。

### 从美国经加拿大中转
- 须持有有效的中国护照（不含香港或澳门特区护照）、进入目的地国家或地区所需的任何文件（例如签证）和满足下列条件的机票：
  - 自美国出发直航无经停前来加拿大
  - 经加拿大飞往最终目的地
  - 在抵达加拿大24小时内离开
- 遵守美国移民法
  - 持有效签证入境美国，且未逾期逗留
  - 未受美国离境令或递解令
- 乘坐参与计划的航空公司的航班。
- 在指定的加拿大机场（航站楼）过境。
- 除登上离开加拿大的航班外，不得离开加拿大机场；中途不得离开机场国际过境区。

### 参与计划的航空公司
截至2023年10月，下列航空公司正参与计划：加拿大航空（含加拿大胭脂航空、爵士航空）、中华航空、国泰航空、中国国际航空、中国东方航空、中国南方航空、海南航空、菲律宾航空、厦门航空。

### 指定的加拿大机场（航站楼）
- 卡尔加里国际机场
- 蒙特利尔国际机场（仅限加拿大航空的航班）
- 多伦多皮尔逊国际机场（仅限一号航站楼）
  - 如果航班在三号航站楼，或者需要在不同航站楼之间转换，则不适用中国过境计划
- 温哥华国际机场
- 温尼伯国际机场

## 超级签证
加拿大公民或永久居民的父母或祖父母可申请超级签证（Super Visa），最长可每次停留5年，逾期前还可每2年无限次申请延期。超级签证便于长者在等候永久居留期间也可以与家人团聚，居住在加拿大。如果不办理永居，也可以借此实现无限期长期居住。超级签证不能工作。

## 其他国家的公民
上述列表以外的公民如要前往加拿大，需要到加拿大驻外领事机构办理签证才能入境。自2018年7月31日起，来自欧洲、中东和非洲的申请人需开始采集生物识别信息。自2018年12月31日起，来自亚洲、亚太和美洲的申请人需开始采集生物识别信息。
谁需要提供生物识别信息的情况：
所有申请下列签证或者许可的申请人
1.短期访问签证
2.工作或者学习许可（美国公民除外）
3.永久居民
4.难民或者庇护状态
不需要提供生物识别信息的情况：
1.加拿大公民、国籍申请者（包括护照申请者）和现有永久居民
2.持有效电子旅行证（Electronic Travel Authorization (eTA) ）来加拿大旅游的免签证国家的公民
3.14岁以下的儿童
4.79 岁以上的申请者（庇护申请者无此项年龄豁免）
5.国家元首及政府首脑
6.来自其他国家及联合国，且因公务前往加拿大的内阁成员和经认可的外交官
7.美国签证持有者经加拿大转机
8.已经提供了生物识别信息的难民申请者或受保护者申请学习或工作许可
9.已经为申请永久居民提供了生物识别信息，该申请尚在审理过程中时申请短期访问签证
指纹信息十年有效，十年内再次申请无需重新留存指纹。
根据中华人民共和国和加拿大政府的协议，2015年3月9日起，中华人民共和国公民和加拿大公民均可获得对方国家的多次有效、有效期长达10年的短期居留签证（可用于旅游、商务等）。事实上，加拿大已经于2014年开始对中华人民共和国公民签发有效期长达10年的多次入境签证。10年签证有效期最长不会超过护照有效期。
由於俄烏戰爭的緣故，於克里米亞或頓巴斯俄佔地區簽發的俄羅斯護照持有人，自2019年起均被拒絕申請加拿大入境簽證。

## 簽證豁免國家及地區列表之變更

### 重啟沙特阿拉伯簽證需求
2002年9月5日，重啟前往加拿大旅遊的沙地阿拉伯公民的簽證限制，因為「沙特阿拉伯沒有表明其具有意願或其擁有基礎措施拒絕恐怖分子、犯罪分子或其他被拒入境者使用其護照」。

### 重啟馬來西亞簽證需求
2002年9月24日，重啟前往加拿大旅遊的馬來西亞公民的簽證限制，因為「馬來西亞護照和護照系統容易被濫用」。

### 重啟哥斯達黎加簽證需求
2004年5月11日，重啟前往加拿大旅遊的哥斯達黎加公民的簽證限制，因為「哥斯達黎加籍人士進入加拿大申請難民保護或將加拿大作為非法進入美國過境點的數量持續增加」，並且「哥斯達黎加檔案被該國籍人士和鄰近國家濫用的案例有增加」。 2023年6月6日，加拿大宣布对哥斯达黎加实施「有条件免签」。

### 啟動克羅地亞公民簽證豁免
2009年3月26日，對於克羅地亞公民進入加拿大旅遊的簽證要求被取消，因為「克羅地亞非法移民以及簽證拒簽率在過去5年持續穩步下降，並且申請難民和遣返的數量維持低水平」。

### 重啟墨西哥簽證需求
2009年7月13日，重啟對墨西哥公民進入加拿大旅遊的簽證要求，因為以下三個主要原因：
- 墨西哥籍人士的難民申請從2005年的3,500例上升到2008年的9,500例；
- 在過去3年，非法移民的數量持續穩步上升；
- 有關旅遊證件、組織犯罪和腐敗的風險；

2016年12月1日再次免除簽證要求。2024年2月29日，加拿大移民、難民和公民部宣布再次重启簽證要求，原因是來自墨西哥公民的庇護申請量，從2015年的111人增至2023年的25,236人，增长率超过226倍。有超過60%的庇護申請，均遭到拒絕或被撤回，且積壓申請個案超過2.8萬宗，保守黨表示该政策導致了庇護系統的“欺詐、濫用和緊張”，以及合法申請案的延誤。由于墨西哥人前往美国需要签证，因此有部分墨西哥人利用免簽規定乘坐飛機進入加拿大，然後非法潛入美國。

### 重啟捷克簽證需求
加拿大公民可以免簽證進入申根地區，其中包括捷克共和國。當捷克共和國在2004年與其他9個國家加入歐盟時，歐盟與加拿大政府曾展開對話希望解除這些國家的公民簽證要求，以獲得所有申根國家和加拿大之間的簽證互惠。其結果是捷克公民的簽證要求於2007年10月被取消。
然而，2009年7月16日，加拿大重新啟動對捷克公民的簽證要求因為很多羅姆人進行政治避難申請，導致逾期居留的比率上升至很高的水平。歐盟敦促加拿大「這種非常令人遺憾的情況應盡快結束」。不过簽證要求在2013年11月被取消。

### 啟動中华民国（台灣）簽證豁免需求
自2010年11月22日起，擁有個人身份證件的中華民國護照持有者可以無需簽證進入加拿大，因為「中華民國護照持有者的簽證拒簽率和非法移民、遣返和申請政治庇護的數量很低」。

### 重啟五國簽證需求
2012年9月13日，博茨瓦納，納米比亞，聖盧西亞，聖文森特和格林納丁斯以及斯威士蘭被從簽證豁免國家名單中刪除。因此，該五國公民都必須事先獲得簽證以前往或過境加拿大。
博茨瓦納，納米比亞和斯威士蘭被剔除的主要原因與販賣人口（尤其是未成年人）和使用偽造文書有關。此外，納米比亞有最高的非法移民比率，高達81%在加的公民承認違反移民法。2011年，有71%的納米比亞旅客在加拿大申請政治庇護。
聖盧西亞以及聖文森特和格林納丁斯被移除的主因是其不可靠的旅行檔案，特別是因為「犯罪分子在這些國家可以合法變更其姓名並獲取新的護照」。在某些情況下，這兩個國家的公民「因為安全理由被遣出加拿大之後再度使用不同的護照進入」。此外，聖盧西亞以及聖文森特和格林納丁斯被移出還由於「來自聖盧西亞和聖文森特不可接受的政治庇護申請高比率，有高達該國人口1.5%至3%的公民在過去5年於加拿大尋求政治庇護申請」。
从2023年6月6日起，加拿大对聖盧西亞，聖文森特和格林納丁斯两国实施「有条件免签」。

### 对十三国有条件豁免签证
2023年6月6日，加拿大宣布对阿根廷，摩洛哥，泰国，菲律宾，圣基茨和尼维斯在内共13个国家实施有条件免签。只要以上国家公民在过去10年内持有过加拿大签证，或当前持有有效的美国非移民签证（比如B-1/B-2，F-1，H1-B等），搭乘国际航班入境将被豁免签证要求，只需持有加拿大电子旅行证（eTA）。但是从陆地和海路入境依然需要常规签证。

## 注
1. ↑  . Canada Immigration Visa H1 solution Inc. 2009  [2011-05-02]. （原始内容存档于2011-05-18）.
2. ↑  林扁. . FlyAsia. 2023-03-21  [2023-11-09]. （原始内容存档于2023-11-09） （中文（臺灣））.
3. ↑  .   [2015-04-26]. （原始内容存档于2015-03-20）.
4. ↑  Immigration, Refugees and Citizenship Canada. . www.canada.ca. 2007-03-31  [2023-06-10]. （原始内容存档于2023-06-10）.
5. ↑  . www.canada.ca. 2022-04-25  [2023-06-10]. （原始内容存档于2020-03-13）.
6. ↑  以訪客身份進入加拿大需要簽證的國家和地區（Countries and territories whose citizens require visas in order to enter Canada as visitors） （页面存档备份，存于）. 加拿大公民和移民部
7. 1 2 3  Immigration, Refugees and Citizenship Canada. . www.canada.ca. 2023-06-06  [2023-06-10]. （原始内容存档于2023-06-13）.
8. ↑  . Canadainternational.gc.ca. 2011-06-17  [2013-01-05]. （原始内容存档于2012-12-30）.
9. ↑  Immigration, Refugees and Citizenship Canada. . www.canada.ca. 2012-09-07  [2023-10-24]. （原始内容存档于2023-05-30）.
10. ↑  Immigration, Refugees and Citizenship Canada. . www.canada.ca. 2022-06-07  [2023-06-10]. （原始内容存档于2023-06-10）.
11. ↑  .   [2014-11-17]. （原始内容存档于2014-11-06）.
12. ↑  新京报. . 中国新闻网.   [2015-03-09]. （原始内容存档于2015-03-30）.
13. ↑  . 番禺日报.   [2015-03-17]. （原始内容存档于2015-04-13）.
14. ↑  Blanchfield, Mike. . www.ctvnews.ca. 2019-07-03  [2019-08-18]. （原始内容存档于2019-08-18）.
15. ↑  . Gazette.gc.ca. 2010-09-29  [2013-01-05]. （原始内容存档于2013-05-23）.
16. ↑  . 加拿大公報. 2010-09-29  [2013-01-05].[永久]
17. ↑  . Malaysiakini. 2002-09-23  [2013-01-05]. （原始内容存档于2015-04-09）.
18. ↑  . Gazette.gc.ca. 2010-07-08  [2013-01-05]. （原始内容存档于2013-05-23）.
19. ↑  . Gazette.gc.ca. 2012-11-09  [2013-01-05]. （原始内容存档于2013-05-23）.
20. ↑  成小智. . 香港文匯報. 2024-03-02  [2024-03-02]. （原始内容存档于2024-03-02）.
21. ↑  . 星岛日报加拿大.   [2024-03-02].
22. ↑  第四份簽證互惠報告（Fourth Visa reciprocity report） （页面存档备份，存于）歐盟
23. ↑  . Cic.gc.ca.   [2013-01-05]. （原始内容存档于2010-04-19）.
24. ↑  歐洲議會議員要求加拿大解除對所有歐盟公民的簽證要求 （页面存档备份，存于） Euractive.com
25. ↑  第五份簽證互惠報告 （页面存档备份，存于）歐盟
26. ↑  . Gazette.gc.ca. 2012-11-09  [2013-01-05]. （原始内容存档于2013-05-23）.
27. ↑  . Cic.gc.ca.   [2013-01-05]. （原始内容存档于2012-12-28）.
28. ↑  Immigration, Refugees and Citizenship Canada. . www.canada.ca. 2023-06-06  [2023-06-10]. （原始内容存档于2023-06-13）.